# Zoocenologia
Zoocenologia – dział ekologii (zobacz też biocenologia) zajmujący się badaniem cenoz: zbiorowisk i zgrupowań zwierzęcych (zoocenoz). Poszukuje prawidłowości w powstawaniu i regulacji między gatunkami na poziomie biocenozy i ekosystemu. Ze względu na większą ruchliwość zwierząt w zoocenologii nie dopracowano się ściśle sklasyfikowanej taksonomii podobnie jak w fitosocjologii (fitocenologii). Zoocenologia intensywnie rozwijała się w pierwszej połowie XX w., potem zaobserwowano wyraźny zastój. Obecnie obserwujemy powrót w badaniach do tematyki i metod stosowanych w zoocenologii.
Zoocenologia jest ciągle rozwijającą się dyscypliną i poszukującą nowych standardów opisu. W badaniach zoocenologicznych do opisu zoocenoz stosuje się następujące parametry:
- Liczba gatunków i różnorodność (bioróżnorodność)
- Struktura rodzin
- Struktura grup synekologicznych
- Udział procentowy i dominacja
- Klasy dominacji
- Frekwencja
- Wskaźnik stałości
- Wskaźnik znaczenia ekologicznego Q
- Wskaźnik wierności
- Klasy wierności
- Wskaźnik rzadkości gatunku
- Wskaźnik oryginalności faunistycznej
- Podobieństwa faunistyczne
- Współwystępowanie gatunków
- Wskaźnik naturalności fauny (współczynnik naturalności)
- Wskaźnik cenności faunistycznej